# 核情報資料サービス
核情報資料サービス（かくじょうほうしりょうサービス、英: Nuclear Information and Resource Service、NIRS）は、1978年に設立されたアメリカ合衆国の反核運動団体。原子力資料情報サービスなどとも訳されている。
NIRSは核エネルギー、放射性廃棄物、放射、持続可能エネルギーなどの課題に関連する、市民や団体のための情報ネットワークセンターとして設立された。NIRSはエネルギーの効率的使用、太陽光発電、風力発電、プラグインハイブリッドなどの安全で持続可能な解決方法の実現を提唱している。
2000年、関連団体の世界エネルギー情報サービス(en:World Information Service on Energy、WISE)と国際組織(NIRS/WISE)となった。

## 主張
NIRSの主張には、放射性廃棄物の厳格な管理、核兵器および新規原子力発電所の禁止が含まれている。NIRSは、放射性廃棄物の非効率な再処理や安全ではない運搬、ネバダ州のユッカ山(en)のような巨大な核廃棄物貯蔵庫などに反対している。NIRSはまた、核エネルギーを地球温暖化などの気候変動対策とみなしていない。